# Ourém (Portogallo)
Ourém (o(ou)'ɾɐ̃ĩ) è un comune portoghese di 44 186 abitanti situato nel distretto di Santarém.
Dalla prima metà del XIX secolo fino alla sua elevazione allo status di comune il 20 giugno 1991, il nome ufficiale della città era Vila Nova de Ourém. 

## Società

### Evoluzione demografica
| Popolazione di Ourém (1801 – 2011) | Popolazione di Ourém (1801 – 2011) | Popolazione di Ourém (1801 – 2011) | Popolazione di Ourém (1801 – 2011) | Popolazione di Ourém (1801 – 2011) | Popolazione di Ourém (1801 – 2011) | Popolazione di Ourém (1801 – 2011) | Popolazione di Ourém (1801 – 2011) | Popolazione di Ourém (1801 – 2011) | Popolazione di Ourém (1801 – 2011) |
| ---------------------------------- | ---------------------------------- | ---------------------------------- | ---------------------------------- | ---------------------------------- | ---------------------------------- | ---------------------------------- | ---------------------------------- | ---------------------------------- | ---------------------------------- |
| 1801                               | 1849                               | 1900                               | 1930                               | 1960                               | 1981                               | 1991                               | 2001                               | 2004                               | 2011                               |
| 12 803                             | 13 033                             | 25 726                             | 34 534                             | 47 511                             | 41 376                             | 40 185                             | 46 216                             | 49 269                             | 44 186                             |

## Freguesias
- Alburitel
- Atouguia
- Casal dos Bernardos
- Caxarias
- Cercal
- Espite
- Fátima (città)
- Formigais
- Freixianda
- Gondemaria
- Matas
- Nossa Senhora da Piedade (città de Ourem)
- Nossa Senhora das Misericórdias (città de Ourem)
- Olival
- Ribeira do Fárrio
- Rio de Couros
- Seiça
- Urqueira

## Amministrazione

### Gemellaggi
- Częstochowa
- Le Plessis-Trévise, dal 1992
- Sao Filipe